# Нікітинське
Нікі́тинське (рос. Никитинское) — село у складі Катайського району Курганської області, Росія. Адміністративний центр Нікітинської сільської ради.
Населення — 146 осіб (2010, 201 у 2002).
Національний склад станом на 2002 рік: росіяни — 95 %.